# Tipula biproducta
Tipula biproducta är en tvåvingeart som beskrevs av Alexander 1947. Tipula biproducta ingår i släktet Tipula och familjen storharkrankar. Inga underarter finns listade i Catalogue of Life.